# Veronica Bisconti
Pour les articles homonymes, voir Bisconti.
Veronica Bisconti est une joueuse italienne de volley-ball née le 27 janvier 1991 à Rimini. Elle mesure 1,72 m et joue au poste de libero. 

## Clubs
| Club                        | Pays   | De        | À         |
| --------------------------- | ------ | --------- | --------- |
| Pro Patria Volley Milano    | Italie | 2004-2005 | 2009-2010 |
| Futura Volley Busto Arsizio | Italie | 2010-2011 | 2012-2013 |
| US ProVictoria Monza        | Italie | 2013-2014 | …         |

## Palmarès
- Coupe de la CEV
  - Vainqueur :2012.
- Championnat d'Italie
  - Vainqueur : 2012.
- Coupe d'Italie
  - Vainqueur : 2012.
- Supercoupe d'Italie
  - Vainqueur : 2012.